# Joseph Schwantner
Joseph Clyde Schwantner (Chicago, 22 marzo 1943) è un compositore e docente statunitense. È vincitore del premio Pulitzer nel 1979 e membro dell'American Academy of Arts and Letters dal 2002. Ha ricevuto il premio Charles Ives nel 1970.
Schwantner è prolifico, con molte opere al suo attivo. Il suo stile è coloristico ed eclettico, attingendo a elementi così diversi come l'impressionismo francese, la percussione africana e il minimalismo. Il suo lavoro orchestrale Aftertones of Infinity ha ricevuto il premio Pulitzer 1979 per la musica.

## Biografia
Schwantner iniziò i suoi studi musicali in tenera età con la chitarra classica; questo studio comprendeva anche i generi jazz e folk. Suonò anche la tuba nell'orchestra della sua scuola superiore. Le sue prime aspirazioni compositive furono notate dal suo insegnante di chitarra che costantemente metteva alla prova Schwantner facendogli elaborare brani che lui stava studiando. Da questo l'insegnante di Schwantner suggerì di raccogliere queste idee e creare una sua composizione musicale. Una delle sue prime composizioni era nell'idioma del jazz. Il pezzo Offbeats vinse il National Band Camp Award nel 1959. Restando a Chicago, continuò il suo studio musicale in composizione al Conservatorio americano della città, dove si laureò nel 1964. Qui Schwantner studiò con Bernard Dieter. Conobbe e esplorò da vicino la musica di Debussy, Bartók e Messiaen. Il suo studio universitario avvenne anche a Chicago, dove ottenne il master in musica e il dottorato in musica, in composizione presso la Northwestern University nel 1966 e nel 1968 rispettivamente. A Northwestern fu sotto la guida di Alan Stout e Anthony Donato. Basandosi sulle sue esperienze all'American Conservatory, Schwantner fu colpito dalla musica di Berio e Rochberg. Queste influenze, insieme a quelle dei suoi studi universitari, si dimostreranno distinte ed efficaci sulla sua produzione compositiva. Come studente di composizione Schwantner continuò a coltivare le sue aspirazioni con tre opere riconosciute con il BMI Student Composer Awards.
Dopo aver completato la sua formazione, Schwantner ottenne una posizione di assistente professore presso la Pacific Lutheran University nel 1968. Si trasferì in una posizione analoga a Ball State nel 1969 e continuò alla Eastman School of Music come membro di facoltà nel 1970. Lasciando per un breve periodo l'università, Schwantner fu compositore in residenza con la Saint Louis Symphony dal 1982 al 1984. Nel 1985, la vita e la musica di Schwantner furono oggetto di un documentario nella serie Soundings di WGBH Boston. Il documentario era concentrato principalmente sulla composizione del suo brano New Morning for the World, per voce narrante e orchestra. Il suo lavoro di facoltà continuò alla Juilliard School nel 1986 e mantiene un incarico a Yale fin dal 1999. Schwantner si ritirò dalla sua posizione alla Eastman nel 1999. I suoi lavori commissionati più importanti comprendono il ciclo di canzoni Magabunda per orchestra nel 1983, A Sudden Rainbow nel 1986, il concerto per chitarra From Afar... nel 1987 e un concerto per pianoforte nel 1988.

## Stile compositivo
Uno dei primi lavori di Schwantner, Diaphonia intervallum (1967) prefigurava distintamente gli importanti tratti stilistici che in seguito sarebbero esistiti nella sua musica. Al di là della sua struttura seriale elementi quali stile individualizzato, il pedale, sperimentazione del timbro, raggruppamenti strumentali e l'uso di gamme estreme erano evidenti anche in questa fase formativa della carriera di Schwantner. Durante la sua nomina alla facoltà della Eastman School of Music, il lavoro Consortium di Schwantner fu presentato per la prima volta nel 1970. Questo pezzo illustra chiaramente il suo uso personale del serialismo, incluse molte righe dodecafoniche nascoste tra la trama e l'uso di una specifica struttura intervallare per fornire coesione. Anche il Consortium II ha continuato questa enfasi sulla sua personale applicazione del serialismo. Da questi lavori Schwantner si spostò da questo focus sul serialismo per approfondire gli effetti del colore dei toni nelle sue composizioni. Questo si nota chiaramente nel suo uso esteso di strumenti a percussione. Esempi del suo uso del timbro come importante elemento compositivo si trovano in In aeternum (1973) ed Elixir (1976). Questo può essere visto anche nei suoi lavori più grandi per jazz band. In ...and the mountains rising nowhere (1977) i sei percussionisti suonano un totale di 46 strumenti nel tentativo di dare alla sezione delle percussioni un ruolo più importante di quello che era tipico delle opere della jazz band negli anni '70. Da questo punto iniziò a concentrarsi anche sull'ottenimento di centri tonali più chiari in opere come Music of Amber (1981) e New Morning for the World: "Daybreak of Freedom" (1982). Anche se abbraccia i centri tonali, Schwantner si oppone all'impiego molto convenzionale delle relazioni tonico-dominanti e all'espansione di quel concetto nella musica occidentale. Piuttosto i centri tonali di Schwantner sono creati dall'enfasi del tono, forse come il compositore americano Aaron Copland in un pezzo come El Salón México. Le sue radici di serialismo hanno persino trasmesso le sue strutture tonali; le scale maggiori e minori chiaramente definite sono scarse nella musica di Schwantner. Usa invece i pitch set per stabilire l'organizzazione. I lavori successivi di Schwantner hanno integrato elementi minimalisti. Questo può essere visto nel suo monumentale concerto di percussioni. Tuttavia un'attenzione molto presente sul timbro e sul tono rimane abbastanza evidente. I suoi spartiti sono pubblicati dalla Schott Helicon Music Corporation.

## Premi
- 1970 Il Charles Ives Scholarship dall'American Academy of Arts and Letters[3]
- 1974-1979 Quattro sovvenzioni dal National Endowment for the Arts
- 1979 Premio Pulitzer per la musica[1]
- 1981 Kennedy Center Primo premio Concorso Friedheim
- 1985 Nomination al Grammy per "Migliore nuova composizione classica"
- 1987 Nomination al Grammy per "Migliore composizione classica"
- 2019 Doctor of Fine Arts Onorario dall'Università del Connecticut

## Lavori

### Orchestra
- A Play of Shadows per flauto e orchestra da camera
- Velocities
- A Sudden Rainbow
- Aftertones of Infinity (1978)
- Angelfire (2002), Fantasia musicale per violino amplificato e orchestra, scritto per la violinista Anne Akiko Meyers
- Beyond Autumn, Poema per corno e orchestra
- Concerto per percussioni e orchestra (1994)
- Concerto per pianoforte e orchestra (1988)
- Distant Runes and Incantations per pianoforte solo (amplificato) e orchestra
- Dreamcaller, tre canzoni per soprano, violino solista e orchestra
- Evening Land Sinfonia
- Freeflight, Fanfares & Fantasy
- From Afar..., Fantasia per chitarra e orchestra
- Magabunda (Witchnomad), "quattro poemi di Agueda Pizarro" per Soprano e orchestra
- Modus Caelestis
- Morning's Embrace (2006)
- New Morning for the World "Daybreak of Freedom" per voce narrante e orchestra
- September Canticle Fantasia (In Memoriam)
- Toward Light
- Chasing Light (2008)

### Gruppo di fiati
- ...and the mountains rising nowhere (1977)
- From a Dark Millennium (1980)
- In evening's stillness... (1996)
- Recoil (2004)
- Percussion Concerto (trascritto da Andrew Boysen) (1997)
- Beyond Autumn (trascritto da Timothy Miles) (2006)
- New Morning for the World "Daybreak of Freedom" (trascritto da Nikk Pilato) (2007)
- Luminosity: Concerto for Wind Orchestra (2015)
- The Awakening Hour (2017)

### Gruppo da camera
- Black Anemones, per flauto e pianoforte
- Canticle of the Evening Bells, per solo flauto, oboe/corno inglese, clarinetto, fagotto, tromba, corno, trombone, pianoforte, percussioni, e archi
- Chronicon, per fagotto e pianoforte
- Consortium I, per flauto, clarinetto, violino, viola, violoncello
- Consortium II, per flauto, clarinetto, violin, violoncello, pianoforte, e percussioni
- Distant Runes and Incantations, per flauto, clarinetto, 2 violini, viola, violoncello, pianoforte, e percussioni
- Elixir, per flauto, clarinetto, violino, viola, violoncello, e pianoforte
- Diaphonia Intervallum, per sassofono contralto, flauto, clarinetto, 2 violini, viola, 2 violoncelli, contrabbasso, e pianoforte
- In Aeternum (Consortium IV), per violoncello/piatti inclinati, flauto alto (flauto, pianoforte watergong, 2 bicchieri di cristallo), clarinetto basso (clarinetto, watergong, 2 bicchieri di cristallo), viola (violino, piatti), e percussioni
- Music of Amber, per flauto, clarinetto/basso clarinetto, violino, violoncello, pianoforte e percussioni
- Rhiannon's Blackbirds, per flauto/ottavino, clarinetto/basso clarinetto, violino/viola, violoncello, pianoforte, e percussioni
- Soaring, per flauto e pianoforte
- Sparrows, per flauto/ottavino, clarinetto, violino, viola, violoncello, pianoforte, soprano e percussioni

## Spettacoli rappresentativi
Concerto for Percussion, Movement 1: Con Forza, su YouTube.
- University of Michigan Band, 8 marzo 2012
- Michael Haithcock, direttore
- Jonathan Ovalle, percussioni

 ... and the mountains rising nowhere, su YouTube.
- The President's Own United States Marine Band: The Bicentennial Collection

 New Morning for the World: Daybreak of Freedom, su YouTube.
- The Lamont Wind Ensemble
- Dr. Joseph Martin, direttore
- Mayor Michael B. Hancock, ospite narratore

 New Morning for the World: Daybreak of Freedom (Prima della versione per gruppo di fiati), su YouTube. -
- Florida State University Wind Orchestra
- Dr. Nikk Pilato, direttore
- Dr. David Eccles, narratore

From A Dark Millennium
- North Texas Wind Symphony
- Eugene Migliaro Corporon, direttore

## Discografia scelta
The Music of Joseph Schwantner (1997)
- Velocities
- Concerto per Percussion e Orchestra di fiati
- New Morning for the World
- The National Symphony Orchestra, Evelyn Glennie, percussioni e marimba solista, Leonard Slatkin, direttore d'orchestra
- BMG Classics/RCA Red Seal CD 09026 - 68692 - 2

From Afar..."A Fantasy for Guitar" e "American Landscapes" (1987)
- Saint Paul Chamber Orchestra, Sharon Isbin, guita, Hugh Wolff, direttore d'orchestra
- Virgin Classics CDC - 7243 - 5- 55083 - 2 - 4

New Morning for the World per voce narrante e orchestra
- The Eastman Philharmonia Orchestra, Willie Stargell, voce narrante, David Effron, direttore musicale
- Mercury 2890411 031 - 1

New Morning for the World "Daybreak of Freedom" (1982)
- Oregon Symphony, Raymond Bazemore, voce narrante, James DePreist, direttore d'orchestra
- Koch International Classics CD 3 - 7293 - 2H1

From a Dark Millennium "Dream Catchers" (1981)
- North Texas Wind Symphony, Eugene Corporon, direttore d'orchestra
- Klavier Records KCD - 11089

In Evening's Stillness..."Wind Dances" (1996)
- North Texas Wind Symphony, Eugene Corporon, direttore d'orchestra
- Klavier Records KCD - 11084

...and the mountains rising nowhere (1977)
- The Eastman Wind Ensemble
- Donald Hunsberger, direttore musicale
- Sony Records SK 47198

From a Dark Millennium (1981)
- Ithaca College Wind Ensemble, Rodney Winther, direttore d'orchestra
- Ithaca College School of Music
- Mark Records, Inc MCBS - 35891